# Nokia C2-01
Il Nokia C2-01 è un telefono cellulare prodotto dall'azienda finlandese Nokia e messo in commercio a marzo 2011.